# Цитраль
Цитраль (3,7-диметил-2,6-октадиеналь) — монотерпеновый ациклический альдегид, существует в виде двух изомеров: E-изомера гераниаля (I) и Z-изомера нераля (II). Цитраль, присутствующий в природных эфирных маслах, представляет собой смесь изомеров с преобладанием гераниаля.

## Свойства
Цитраль — бесцветная или светло-жёлтая вязкая жидкость с сильным запахом лимона. Цитраль существует в основном в виде двух изомеров — гераниаля и нераля. Изоцитраль встречается в малых количествах.
Свойства природного цитраля:
- М.м. = 154.25
- Ткип=228-229оС
- d420 = 0.888-0.895
- nd20 = 1,486-1.489

Свойства компонентов цитраля:
- E-Изомер (гераниаль) — формула I (в природной смеси около 90 %)
  - Ткип=229оС
  - d420 = 0.8898
  - nd20 = 1.4896
- Z-изомер (нераль) — формула II
  - Ткип=229оС
  - d420 = 0.8888
  - nd20 = 1.4869
- Изоцитраль — формула III (встречается в некоторых эфирных маслах):
  - Ткип=95-97оС
  - d420 = 0.890
  - nd20 = 1.4838

Цитраль является очень реакционноспособным соединением: легко окисляется на воздухе; при действии минеральных кислот превращается в п-цимол; при гидрировании превращается в цитронеллаль; при восстановлении альдегидной группы — в цитронеллол; вступает во все характерные реакции альдегидной группы.

## Нахождение в природе
Цитраль содержится в эфирном масле лимонного сорго (лемонграссовом масле, до 85 %), масле кубебы (до 75 %), лимонном, эвкалиптовом и некоторых других эфирных маслах.

## Способы получения
Цитраль выделяют из эфирных масел (наиболее удобный способ — обработкой сульфитом или бисульфитом натрия с образованием и дальнейшим выделением кристаллического бисульфитного производного); получают окислением кориандрового масла; взаимодействием геранилхлорида с уротропином (реакцией Соммле) и др.

## Применение
Цитраль используют как душистое вещество в парфюмерии и как ароматизатор в пищевой промышленности; как антисептик и противовоспалительное средство; как сырье при получении витамина A; при получении многих душистых веществ (иононов, гераниола, цитронеллола и др.). Входит в состав лекарства для глаз, понижает кровяное давление.
Несмотря на широкое использование  цитраля в педиатрической практике при внутричерепных гипертензиях, для этого применения отсутствуют какие-либо научные обоснования.